# سيريل هاربورد
العميد سيريل رودني هاربورد، الحاصل على وسام القديس ميخائيل والقديس جرجس هو ضابط بسلاح الفرسان في الجيش الهندي البريطاني، حيث خدم في جوردون هورس. وُلِد في 2 ديسمبر 1873 وتُوفي في 28 سبتمبر 1958.
خدم سيريل في حرب البوير الثانية، وحملة أرض الصومال والحرب العالمية الأولى، واحتل المرتبة الأولى لقيادة الكتيبة الخامسة عشرة (إمبيريال سيرفيسز) وكتيبة الفرسان الهندية الثانية .

## خلفية
وُلد سيريل رودني هاربورد في 2 ديسمبر 1873 لتشارلز هيدجرون وروزالي هارييت هاربورد. تلقى تعليمه في مدرسة بيدفورد، وتخرج من الكلية الملكية العسكرية في ساندهيرست، وانضم إلى الجيش الهندي كملازم ثان في 3 سبتمبر 1892.

## مهنته العسكرية
ترقيى سيريل إلى رتبة ملازم في 3 كانون الأول 1894، ثم إلى كابتن في 26 نوفمبر عام 1901،  وثم رتبة رائد في 18 أكتوبر 1910.
تم تكليفه للخدمة في الجيش مع الكتيبة الثالثة في حرب البوير الثانية، والتي حقق خلالها العديد من الأمجاد، وحصل على ميدالية كوينز جنوب أفريقيا بثلاثة أشرطة، وميدالية الملك من جنوب أفريقيا مع شريطتين. غادر كيب تاون في أبريل 1902، ووصل إلى ساوثهامبتون في الشهر التالي، وترك العمل مع الإمبريالية في أغسطس 1902. وبعد عودته، خدم مع شركة ديكان هورس وكضابط خدمة خاص في طاقم أرض الصومال في عام 1904.
تبع ذلك الخدمة في الحرب العالمية الأولى على الجبهة الغربية وفي حملة سيناء وفلسطين. وفي 16 أبريل 1917 تمت ترقيته إلى رتبة عميد، وتم تعيينه في لواء سلاح الفرسان الخامس عشر الإمبراطوري. وأثناء توليه قيادة اللواء، أصبح رفيقًا لأمر الخدمة المتميزة في أبريل عام 1918،  وحصل على وسام القديس ميخائيل والقديس جرجس في مايو 1919.
وبسبب خدمته في الحرب، حصل على قلادة النيل العظمى من سلطان مصر في نوفمبر 1919.
تقاعد هاربورد من الجيش في عام 1929، وتوُفي 28 سبتمبر 1958.

## عائلة
تروّج هاربورد من كاثلين ماري كوكس (المعروفة بفوكس)، وأنجبا أربعة أطفال. قُتل ابن واحد في أثناء الحرب العالمية الثانية.